# 平出雷電神社
平出雷電神社（ひらいでらいでんじんじゃ）とは栃木県宇都宮市平出町にある神社である。

## 由緒
光孝天皇が仁和2年（886年）3月15日に洛北の賀茂別雷神社を分霊した神社である。神紋は双葉立葵。応仁の乱の後衰退したが、正徳年間頃領主の平出孝政が民に浄財を募り再建、栄える。享和2年（1802年）に光格天皇の臣下が当地を巡行中嵐に遭い、当社の雷除・嵐除の加護を知って参拝した。天保5年（1834年）2月社殿建築。弘化3年（1846年）拝殿新築。元治2年（1865年）の3月に京都神祇伯王家令大和守藤原朝臣より雷電宮の称号を賜る。明治初年神仏分離の際に雷電宮を平出神社と改称。明治12年（1879年）9月村社に列した。明治37年（1904年）に社殿を改築。大正4年（1915年）1月10日に神饌幣帛料供進神社に指定される。昭和63年（1988年）の4月に社殿を大改修した。参道に樹齢数百年の杉、天保年間の石灯籠と鉄柱赤灯籠が両側に立ち並んでおり、境内に平成22年（2010年）現在で樹齢300年を超える「大老木・夫婦杉・白樫」が立っている。特殊神事奉納の大梵天が大木に結びつけられている。令和7年（2025年）現在、夫婦杉は衰えのため、倒木しないよう伐採されている。

## 祭礼
- 春季例大祭（4月第3日曜日）
- 夏大祭（梵天祭）（7月第4日曜日）
- 秋季例大祭（11月第3日曜日）
- 歳旦祭（1月1日）
- 新年祈祷祭（1月中）
- 節分祭（2月3日）
- 祈年祭（2月23日）
- 嵐除祈祷祭（5月吉日）
- 大祓式（6月末日と12月末日）
- 幼児祈祷七五三詣（11月）
- 月次祭（毎月1日）

## 境内社
- 城守稲荷神社 - 宇都宮城の守護神として祀られ、落城後は宇都宮城下町造りの神として信仰され縁日ににぎわったが戦後老朽化。昭和44年（1969年）7月、整備事業のためここに移転された。
- 帰国神社 - 水沼亀右衛門（平出亀右衛門）をまつっている。籾摺騒動において農民を救った義民である。
- 広瀬神社 - 広瀬武夫をまつっている。写真入りの位牌がある。
- 椿神社
- 道祖神社
- 琴平神社
- 八雲神社

## 境内

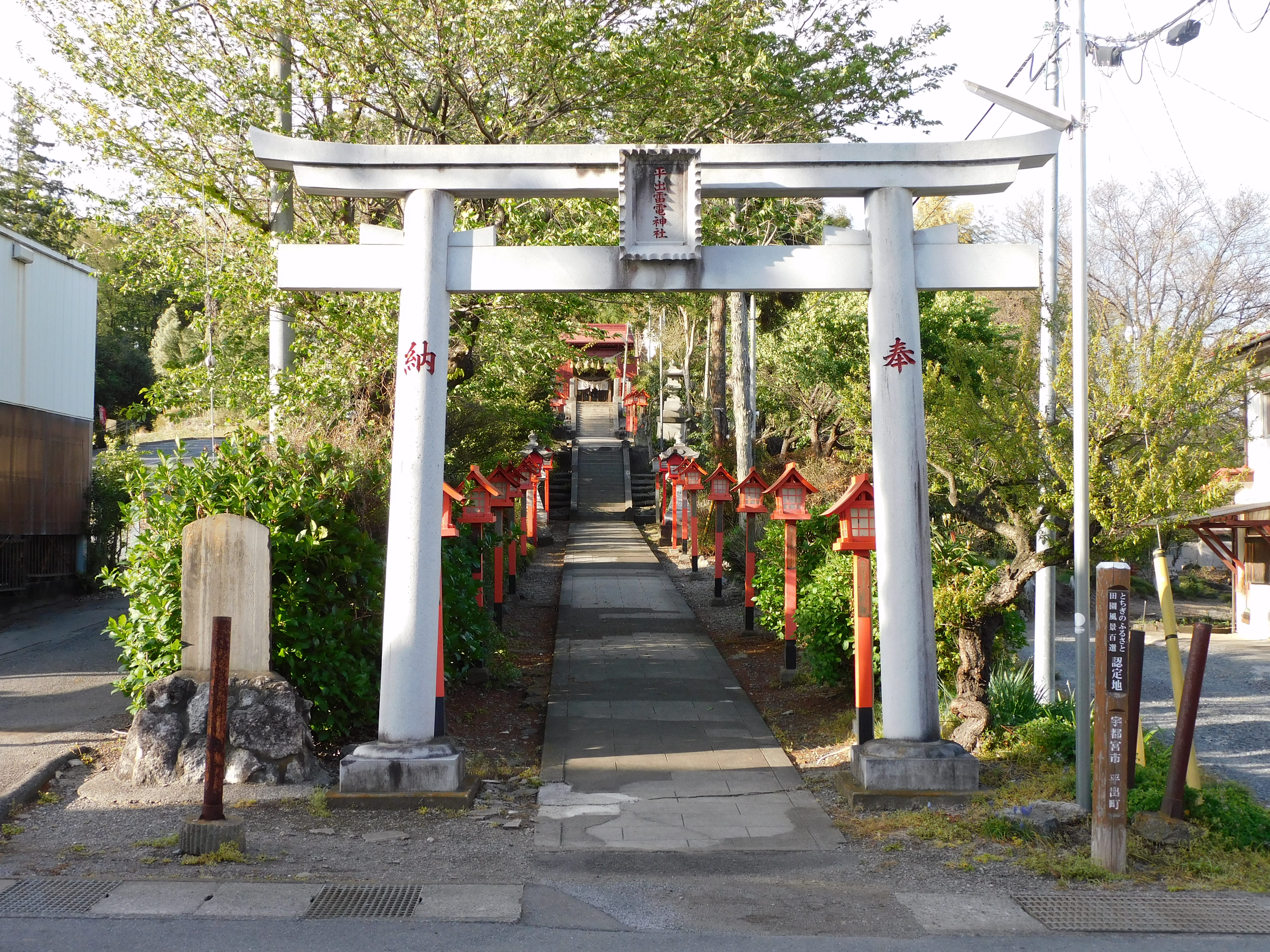
鳥居と参道

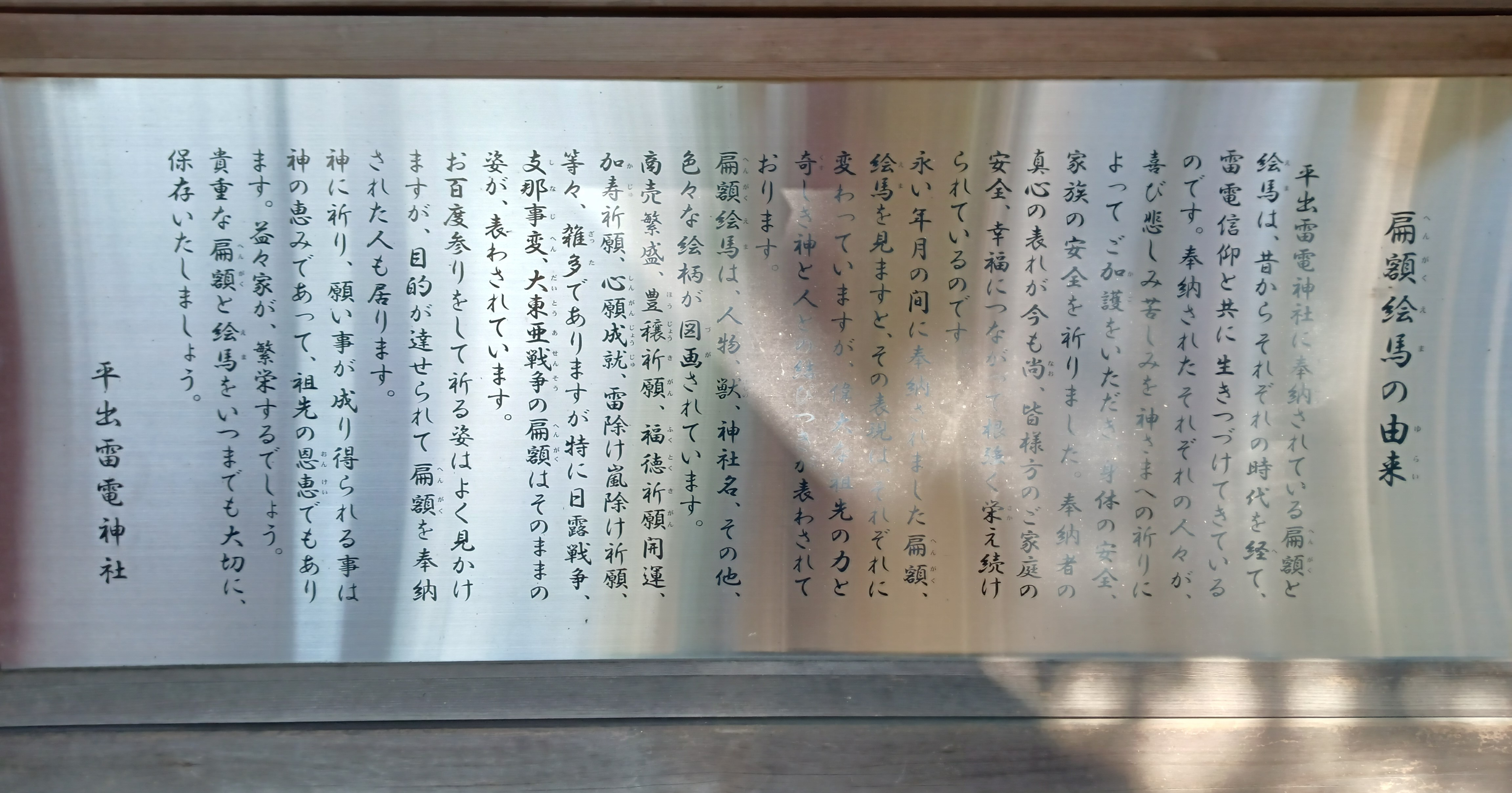
扁額絵馬の由来

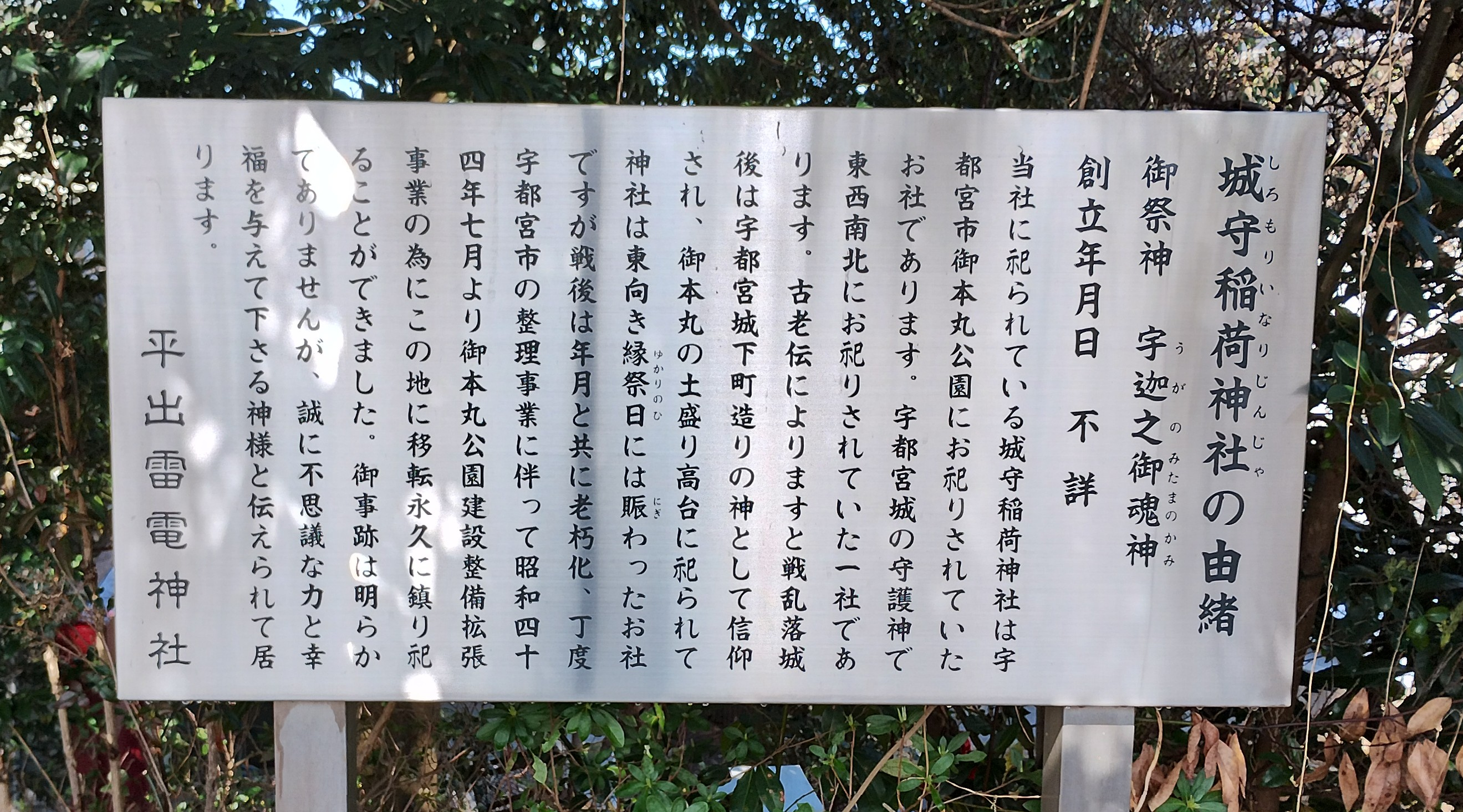
城守稲荷神社の由緒書

- 扁額絵馬殿 - 長い年月の間に人々に祈りとして、扁額や絵馬が奉納され保存されている。表現や絵柄は様々であり、神社名・人物・獣などである。願いが叶って奉納した人もいる。内部に金勢神社があり、利益は子授け・子育て。
- 慰霊碑 - 戦没者をまつっている。
- 神楽殿
- 四獣神の灯篭（製作者、製作年不明）

## 交通
- 宇都宮駅東口停留場より宇都宮芳賀ライトレール線（芳賀・宇都宮LRT）に乗車し宇都宮大学陽東キャンパス（ベルモール前）停留場下車、同停留場より関東バスの平出・ベルモール東循環線に乗り換えて「雷電神社前」にて下車
- JR宇都宮駅・JR岡本駅・ベルモール前より平出工業団地方面のバスに乗車して「上平出入口」で下車、徒歩10分
- 新4号国道バイパス「寺内」を降りて西へ約1分。